# Sango Niang
Pour les articles homonymes, voir Sango (homonymie) et Niang.
Sango Niang est un joueur sénégalois-français de basket-ball, membre de l'Équipe du Sénégal de basket-ball depuis 2017.